# معاملة المثليين في سويسرا
تتصف حقوق المثليات والمثليين ومزدوجي الميول الجنسية والمتحولين جنسياً (اختصاراً: LGBT) في سويسرا بأنها من بين الأكثر تقدما في أوروبا وفي العالم، على الرغم من افتقار الأقليات الجنسية للمساواة القانونية الكاملة. تحرر وتوسع تاريخ المثليين في سويسرا بوتيرة متزايدة منذ 1940s، بالتوازي مع الوضع القانوني في أوروبا والعالم الغربي بشكل عام.
ألغي تجريم النشاط الجنسي المثلي بين البالغين في سويسرا منذ عام 1942. تمت المساواة في السن القانونية للنشاط الجنسي على سن 16 سنة بين العلاقات الجنسية المغتيرة والعلاقات الجنسية المثلية منذ عام 1992. وأصبح هناك اعتراف قانوني بالعلاقات المثلية منذ عام 2007. أصبح الحق في تغيير الجنس القانوني بعد القيام بجراحة إعادة تحديد الجنس ممكنا منذ عام 1993، ولكن تم التخلي عن شرط الجراحة من قبل السلطات منذ عام 2010. يضمن الدستور السويسري لعام 1999 (المادة 8) المساواة في المعاملة أمام القانون، ويحدد «طريقة الحياة» باعتبارها واحدة من معايير الحماية من التمييز.
أكبر جماعات المدافعين عن حقوق المثليين في سويسرا هي جمعية المثليات السويسريات (بالألمانية: Lesbenorganisation Schweiz) لحقوق المثليات (والتي تأسست عام 1989) و (بالإنجليزية: Pink Cross)‏ من أجل حقوق المثليين (تأسست عام 1993). تأسست جمعية شبكة المتحولين جنسيا في سويسرا (بالإنجليزية: Transgender Network Switzerland)‏ في عام 2010. منذ عام 2010، تميل هذه المجموعات بشكل متزايد إلى استعمال اختصار "LGBTI" (المثليات والمثليين ومزدوجي الميول الجنسية والمتحولين جنسياً وثنائيي الجنس) كمصطلح شامل. منظمة «بين الجنسين» (بالألمانية: Zwischengeschlecht)
لثنائيي الجنس تقوم بالحملات والحراك من أجل حقوق ثنائيي الجنس في سويسرا ومن أجل الاستقلالية الجسدية.

## قانونية النشاط الجنسي المثلي
تم إلغاء تجريم النشاط الجنسي المثلي على الصعيد الوطني في عام 1942، ولكن تم ذلك من قبل في كل من كانتون جنيف، وكانتون تيسينو، وكانتون فود، وكانتون فاليز منذ 1798، وفقا لقانون نابليون.
تم إلغاء السن القانونية للنشاط الجنسي المثلي الأعلى (20 سنة بدلا من 16 عاما للنشاط الجنسي المغاير) عبر إصلاح القانون الجنائي لعام 1992. في استفتاء وطني في 17 مايو 1992، قبل 73% من الناخبين إصلاح التشريعات الفيدرالية السويسرية بشأن الجرائم الجنسية، بما في ذلك القضاء على جميع أشكال التمييز ضد المثلية الجنسية من قانون العقوبات. تنص المادة 187 من القانون الجنائي على أن السن القانونية للنشاط الجنسي المغاير أو النشاط الجنسي المثلي في سويسرا هو 16 سنة.

## الاعتراف القانوني بالعلاقات المثلية

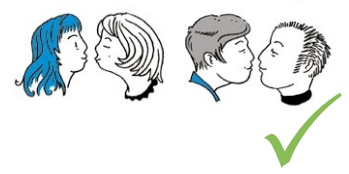
"يسمح بالشراكة المسجلة بين المثليين والمثليات في سويسرا" صورة من مطبوعة حكومية للاجئين عام 2016

تم الاعتراف بالشراكات المسجلة منذ 1 يناير 2007، عندما دخل قانون الشراكة المسجلة حيز التنفيذ. وقبل ذلك، كانت هذه الشراكات مسموحة بالفعل في كانتونات (ولايات) جنيف، فريبورغ، نيوشاتل وزيورخ. في عام 2007، كان يتم تسجيل شراكة مثلية واحدة من كل عشر حالات زواج في زيورخ، تم تسجيل حوالي 2,750 شراكة مسجلة (أي 5500 شريكا) بحلول عام 2016.
زواج المثليين غير قانوني في سويسرا. في عام 2013، قدم حزب الخضر الليبرالي السويسري مبادرة لتشريع زواج المثليين من البرلمان السويسري. تمت المصادقة على المبادرة من 12-9 من قبل لجنة المجلس الوطني في فبراير 2015 و 7-5 من قبل لجنة تابعة لمجلس الولايات في سبتمبر 2015. ويجري حاليًا صياغة قانون، من المتوقع الانتهاء منه بحلول فبراير 2019، ليتم تقديمه إلى البرلمان للتداول النهائي. في نوفمبر 2016، رفض الناخبون في كانتون زيورخ اقتراحًا بحظر زواج المثليين دستوريًا، حيث عارض 81٪ منهم ذلك. بالإضافة إلى ذلك، أظهرت استطلاعات الرأي أن غالبية السكان السويسريين يؤيدون زواج المثليين، مع وجود أحدث إستطلاع لنسبة دعم بلغت 75%. يمكن معارضة القانون الذي سيجيزه البرلمان من قبل المعارضين في استفتاء، إذا جمعوا 50.000 توقيع صالح خلال 100 يوم.

## التبني وتنظيم الأسرة
يمكن للشخص العازب، بغض النظر عن ميوله الجنسية، تبني الأطفال. وافق البرلمان في ربيع عام 2016 على مشروع قانون يسمح بتبني أحد الشريكين للطفل البيولوجي للشريك الآخر. حاول المعارضون ولكنهم فشلوا في فرض استفتاء على مشروع القانون. دخل القانون حيز التنفيذ في 1 يناير 2018. بحلول أواخر ديسمبر 2018، بعد مرور حوالي عام على دخول قانون التبني حيز التنفيذ، تم تقديم حوالي 173 من طلبات تبني أحد الشريكين للطفل البيولوجي للشريك الآخر. هذه البيانات لا تشمل كانتونات لوتسيرن، تورغاو، زيوريخ. حوالي 22 تم تقديمهم في كانتون جنيف وتم تقديم 20 في مدينة لوزان.
يعتبر التبني المشترك غير قانوني حاليًا للشركاء المثليين في سويسرا، حيث يقتصر على الأزواج المغايرين المتزوجين. ولكن مبادرة عام 2013 التي تهدف إلى تشريع زواج المثلین سوف تسمح أیضاً للأزواج المثلية بالتبني بشكل مشترك. 

## الهوية الجندرية والتعبير عنها
يسمح القانون السويسري للأشخاص المتحولين جنسياً بتغيير جنسهم المسجل رسمياً من خلال الإجراءات القضائية. وكتبت الحكومة السويسرية في مايو 2018 أن «عدم وجود أي حكم واضح في القانون يعني أن المتحولين جنسيا الأفراد لا يزالون يواجهون عقبات هائلة. إذ يجب عليهم رفع دعوى في المحكمة لتغيير جنسهم المعترف بها قانونا. الممارسة القانونية غير متناسقة، وتوجد إجراءت مطولة ومكلفة بلا داعٍ».
تطور هذا الوضع على النحو التالي: صدر حكم في عام 1993 من قبل المحكمة الفيدرالية العليا (BGE 119 II 264) يسمح بإجراء قانوني لتسجيل تغيير الجنس. في شباط/فبراير 2010، وفي إطار توسيع نطاق حكم المحكمة الاتحادية العليا لعام 1993، نصح المكتب الاتحادي للتسجيل المدني (EAZW / OFEC / UFSC) التابع لوزارة العدل والشرطة الفيدرالية كل السلطات التنفيذية في الكانتونات بالاعتراف قانونياً بتغيير الجنس حتى دون الجراحة. وقد أوضح المكتب، بالإشارة إلى مبدأ الفصل بين السلطات، أن الأمر ملزم فقط للسلطات التنفيذية في الكانتونات وليس لمحاكم القانون في الكانتونات. وذكر المكتب الاتحادي للتسجيل المدني أيضا أن الزواج يمكن تحويله إلى شراكة مسجلة إذا كان أحد الشركاء ينبغي أن يسجل للاعتراف بجنسه.
في مايو 2018، اقترح المجلس الاتحادي تعديل التشريعات السويسرية للسماح للأفراد المتحولين جنسياً بتغيير جنسهم المسجل واسمهم الأول دون «شريط أحمر»، ببساطة عن طريق تقديم تصريح لمسؤولي السجل المدني. ستخضع التغييرات المقترحة لفترة مشورة عامة قبل تقديمها إلى الجمعية الفيدرالية.
في عام 2018، أعرب المجلس الوطني، وهو المجلس الأدنى في البرلمان، عن دعمه لوصف الجنس X في وثائق الهوية، مع تأييد 107 صوتًا. كما تم قبول اقتراح منفصل للسماح للأفراد ثنائيي الجنس بترك خانة الجنس فارغة، مع تأييد 109 صوتا مؤيدا. يقوم المجلس الاتحادي حاليا بمراجعة الاقتراحات وسيقوم بالتعبير عن التوصيات في وقت لاحق.

## الحماية من التمييز وقوانين جرائم الكراهية

خريطة سويسرا مع علم فخر المثليين

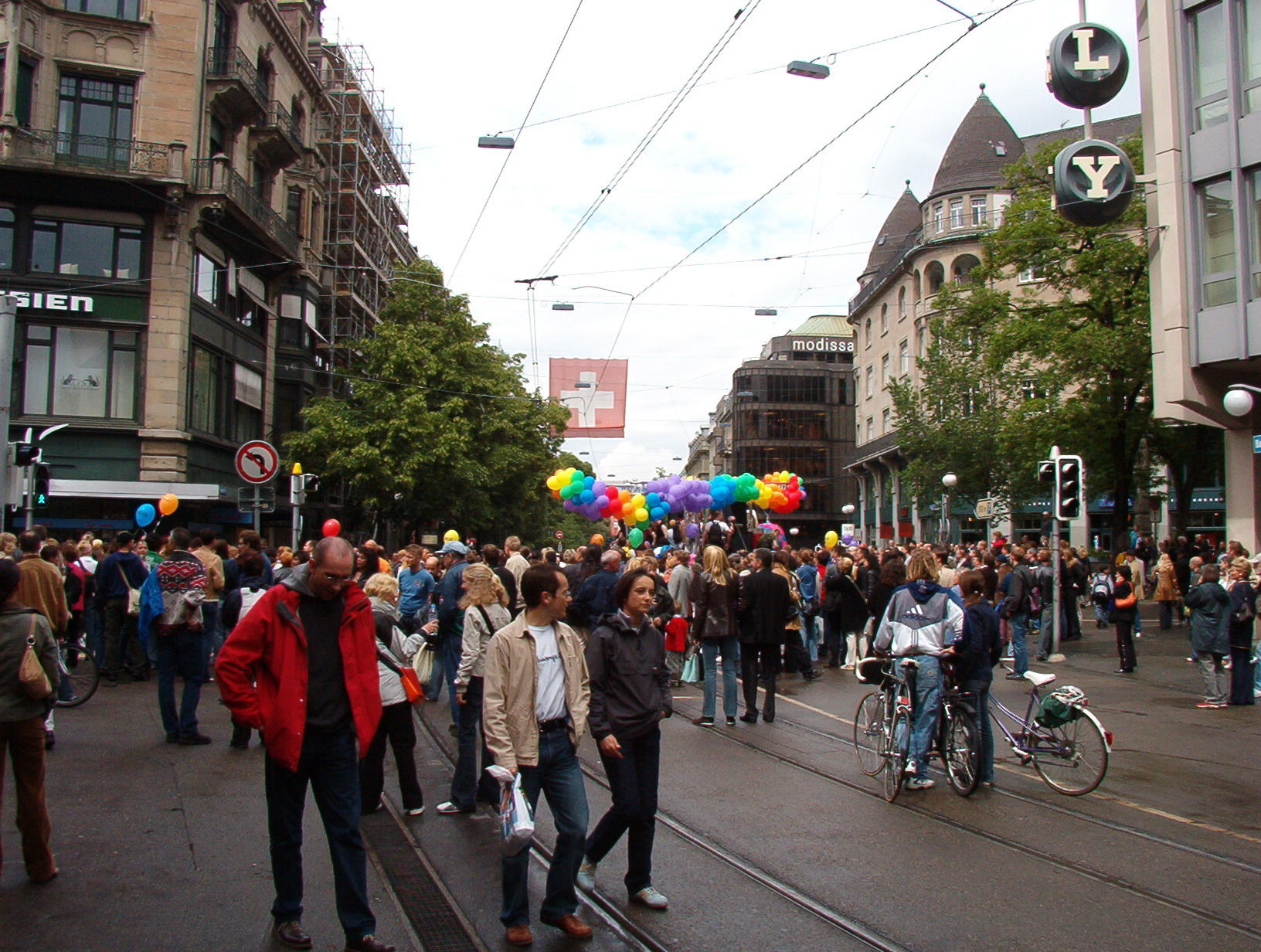
مسيرة فخر المثليين في زيوريخ

### الحماية من التمييز
يضمن الدستور السويسري (المادة 8) يضمن المساواة في المعاملة أمام القانون، ويحدد «طريقة الحياة» (بمعنى، التوجه الجنسي أو الهوية الجندرية) باعتبارها واحدة من العديد من المعايير المذكورة في الحماية من التمييز غير العادل. يعترف القانون السويسري بمبدأ قوي جدا بحرية تكوين الجمعيات، وعلى هذا النحو، ليس لديه سوى أحكام محدودة لحظر التمييز في القطاع الخاص أو بين الأفراد. الاستثناءات البارزة في ذلك، هي قانون المعاملة المتساوية للرجال والنساء بالألمانية: Bundesgesetz über die Gleichstellung von Frau und Mann؛ بالفرنسية:Loi fédérale sur l'égalité entre femmes et hommes ؛ بالإيطالية:Legge federale sulla parità dei sessi ؛ بالرومانشية: Lescha federala davart l'equalitad da dunna ed um) وقانون مكافحة التمييز العنصري (المادة 261 مكرر من القانون الجنائي) يحظران التمييز على أساس «العرق أو الإثنية أو الدين». وبسبب هذا الوضع، حاولت دعاوى خاصة ضد التمييز المزعوم في السنوات الأخيرة التذرع بشكل متزايد بحظر «الإصابة الشخصية» الذي يصعب تفسيره (حسب المادة 28 أ من القانون المدني). يتم حماية إنهاء الاستخدام التمييزي ضد ما إذا كان من الممكن إثبات أن العمل قد انتهى على أساس «الملكية التي يحق للطرف الآخر بموجبها، إلا إذا كانت تلك الممتلكات مرتبطة بطبيعة عقد العمل أو يؤثر على بيئة العمل». ومع ذلك، فقد كان هناك عدد قليل جدًا من الإجراءات القانونية الفعلية المستندة إلى دعاوى قضائية ضد التمييز المزعوم على هذه الأسس. وجد استطلاع عام 2015 سبع حالات فردية، لم يتضمن أي منها أي تمييز مزعوم قائم على التوجه الجنسي أو الهوية الجندرية.
في 7 مارس/آذار 2013، قدم ماثياس رينارد، عضو الحزب الاشتراكي الديمقراطي السويسري، إلى البرلمان السويسري مشروع قانون يحظر جميع «التمييز والتحريض على الكراهية» (بالألمانية: Diskriminierung und Aufruf zu Hass؛ بالفرنسية: discrimination et incé à la haine؛ بالإيطالية: discriminazione e incitazione all'odio) على أساس «العرق أو الإثنية أو الدين أو التوجه الجنسية». في 11 مارس 2015، صوت المجلس الوطني بأغلبية 103 صوتا لصالح و73 صوتا ضد (103-73) للسماح بمواصلة مشروع القانون في العملية التشريعية.
سمحت لجنة الشؤون القانونية في مجلس الولايات للمشروع بالمضي قدمًا في 23 أبريل 2015. وفي فبراير 2017، وافقت لجنة الشؤون القانونية بالمجلس الوطني، في تصويت 15 صوتا لصالح و9 صوتا ضد (15-9)، على تعديل لمشروع القانون يضيف «الهوية الجندرية» كسبب مجرم للتمييز.
في مارس 2017، قرر المجلس الوطني تحديد 2019 كموعد نهائي، والذي يجب أن يتم من خلاله الانتهاء من إعداد مشروع القانون والاستعداد للتصويت عليه. يعارض مشروع القانون رسميًا حزب الشعب السويسري (SVP / UDC)، والذي يعتبره غير ضروري. وتدعم الأحزاب الباقية في الغالب مشروع القانون، كما يفعل 86٪ من السويسريين (بما في ذلك 78٪ من ناخبي حزب الشعب السويسري).
في أغسطس 2018، أعلن مجلس الولايات دعمه للاقتراح، ولكنه أوصى بإزالة مصطلح الهوية الجندرية بسبب «غموضه» المزعوم. رفض المجلس الوطني إزالة هذا المصطلح، ووافق على مشروع القانون في 25 سبتمبر 2018، في تصويت 118 صوتا لصالحه وتصويت 60 ضدا (118-60)، مع امتناع 5 أعضاء عن التصويت. يوم 7 نوفمبر عام 2018، وافقت لجنة الشؤون القانونية في مجلس الولايات في تصويت 9 أصوات لصالح مقابل صوتين ضد مع امتناع عضو عن التصويت (9-2-1) على التغيير القانوني لجعل التمييز على أساس التوجه الجنسي والهوية الجندرية جريمة غير قانونية. وأشارت اللجنة إلى قرارها الخاص بتضمين «الهوية الجندرية»، وقالت إن المتحولين جنسياً والأشخاص ثنائيي الجنس ضحايا جرائم الكراهية إلى جانب المثليين والمثليات ومزدوجي التوجه الجنسي. سيتم إرسال مشروع القانون حاليا إلى مجلس الولايات للتصويت النهائي، والذي من المتوقع أن يتم في وقت ما في ديسمبر 2018.
في مايو / أيار 2016، ذكر المجلس الاتحادي السويسري استناداً إلى تقرير عام 2015 بتكليف من «المركز السويسري للخبرة في حقوق الإنسان»، خيار تمديد قانون مكافحة التمييز العنصري ليشمل «التمييز القائم على التوجه الجنسي»، وخطط لوضع قانون أبسط للاعتراف بنوع الجنس القانوني وحماية أكبر من التمييز على أساس الهوية الجندرية والخصائص الجنسية.
في أيلول/سبتمبر 2017، اعتمدت الهيئة التنفيذية في جنيف لوائح جديدة ضد التمييز على أساس الجنس والتوجه الجنسي والهوية الجندرية داخل حكومة الكانتون (الولاية).

### قوانين جرائم الكراهية والعنف
في نوفمبر 2016، بدأت مجموعات الدفاع عن حقوق المثليين السويسرية بتقديم خط المساعدة إلى الأشخاص المثليين.
في أغسطس/آب 2017، رداً على اقتراح اقترحه الحزب الديمقراطي المحافظ، أعلنت الحكومة السويسرية أنها لن تحسب وتسجل جرائم الكراهية التي ترتكب ضد أعضاء من مجتمع المثليين. وقالت الحكومة إنه سيكون من الصعب للغاية متابعة هذه الجرائم، لأنه ليس من الواضح دائماً ما إذا كان التوجه الجنسي للضحية أو هويتها الجندرية عاملاً.
وجد مسح أجري عام 2018 لـ 1700 من أطفال المدارس في «نيوشاتيل» (14-15 سنة) أن 10% من الفتيات و 5% من الأولاد قد تم تصنيفهم على أنهم من المثليين. ذكر 38% منهم تلقي الصفعات، الركلات أو اللكمات، وذكر 25% منهم مضايقات متكررة، وذكر 16% منهم كونهم كانوا ضحية للعنف الجسدي وذكر 7% منهم بأنهم تعرضو للتمييز من قبل المعلم.

## الخدمة العسكرية

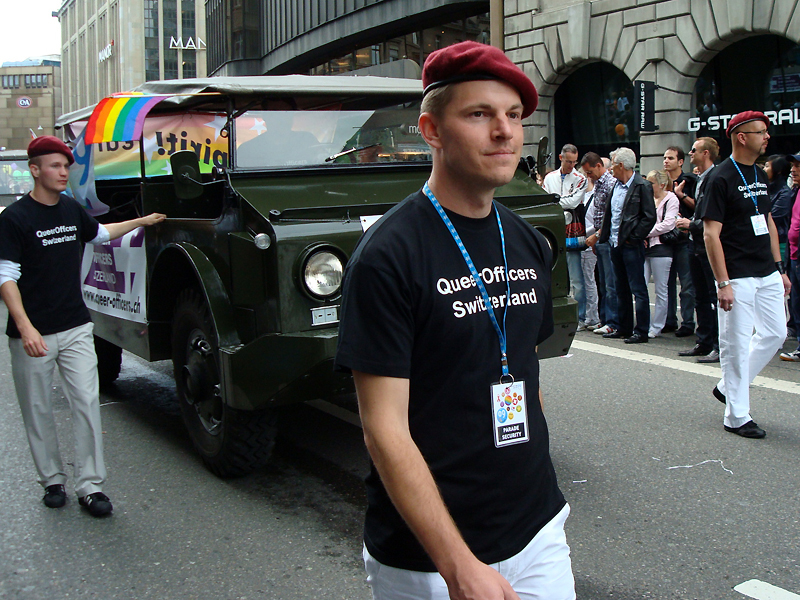
عناصر من القوات المسلحة السويسرية يسيرون في إحدى مسيرات فخر المثليين

منذ عام 1992، لم تعد المثلية الجنسية وازدواجية التوجه الجنسي في القانون الجنائي العسكري. وقد تم إلغاء الفصل 127 الذي يتحدث عن الزنا غير الطبيعي في قانون العقوبات العسكري («يعاقب بالسجن كل من يقوم بعلاقة بذيئة مع شخص من نفس الجنس...») بعد استفتاء في 17 مايو 1992.

## التبرع بالدم
في ثمانينات القرن العشرين، تم سن حظر على الرجال المثليين ومزدوجي التوجه الجنسي الرجال التبرع بالدم. وكان الحظر بسبب وباء فيروس نقص المناعة البشرية/ الإيدز.
في يونيو/حزيران 2016، أعلن الصليب الأحمر السويسري أنه سيقدم طلبًا إلى الوكالة السويسرية للمنتجات العلاجية، وهي هيئة المراقبة السويسرية للأدوية والأجهزة الطبية التي لديها الكلمة الأخيرة في هذا الشأن، وأنه سيطلب رفع الحظر. بموجب القواعد الجديدة، يمكن أن يبدأ الرجال المثليون ومزدوجي الميول الجنسية التبرع بالدم والخلايا الجذعية بعد فترة تأجيل من عدم ممارسة الجنس مدتها عام واحد في 1 يوليو 2017.
في أوائل أيار/مايو 2017، وافق المجلس الوطني على اقتراح يدعو إلى رفع جميع القيود المفروضة على الرجال المثليين ومزدوجي الميول الجنسية الذين يتبرعون بالدم. وفقا للمجلس الوطني، يجب أن يكون السلوك المحفوف بالمخاطر فقط عاملا للتبرع بالدم، وليس التوجه الجنسي. تمت الموافقة على الاقتراح، الذي قدمه حزب الديمقراطيين المحافظين، في تصويت 97 صوتا لصالح و89 صوتا ضده (97-89). ولكن، رفض مجلس الولايات هذا في 29 نوفمبر 2017. ولذلك ظلت فترة التأجيل من عدم مماى سة الجنس للرجال المثليين/مزدوجي الميول الجنسية المتبرعين بالدم قائمة.

## علاج التحويل
في عام 2016، طلبت عضوة البرلمان عن حزب المحافظين روزماري كوادرانتي من الحكومة الفيدرالية السويسرية اتخاذ إجراءات لحظر علاج التحويل على القاصرين المثليين والمثليات ومزدوجي التوجه الجنسي والمتحولين جنسياً. وكتب المجلس الاتحادي السويسري ردا على ذلك من وجهة نظره، بأن علاج التحويل «غير فعال ويسبب معاناة كبيرة للشباب يتعرضون له»، وأنه يشكل انتهاكا للواجبات المهنية من جانب أي راعي مهني يقوم به. وعلى هذا النحو، ترى الحكومة أن أي اختصاصي رعاية يقوم بمثل هذه العلاجات يجب أن يخضع بالفعل لمعاقبة من سلطات الكانتونات. إن ما إذا كانت مثل هذه العلاجات تشكل أيضًا جريمة جنائية يتم تحديدها من قبل المحاكم الجنائية في حالات فردية، وفقًا للمجلس الاتحادي.
ظهرت تقارير في صيف عام 2018 من أن معالجا يزعم أنه قادر على «علاج» المثلية الجنسية من خلال المعالجة المثلية. تم طرده من عمله على الفور، وتم فتح تحقيق مع وزارة الصحة في جنيف. وفقًا للوزارة، الاعتقاد بأن المثلية الجنسية مرضٌ كافٍ بما فيه الكفاية لفتح تحقيق. وتصف رابطة أطباء كانتون جنيف علاج التحويل كشكل من أشكال الشعوذة.

## موقف الأحزاب السياسية
من بين الأحزاب السياسية الرئيسية، الحزب الاشتراكي الديمقراطي السويسري (SPS / PSS)، وحزب الخضر السويسري (GPS / PES)، وحزب الخضر الليبرالي السويسري (GLP / PVL) والحزب الديمقراطي المحافظ (BDP / PBD) يؤيدون عمومًا حقوق المثليين، في حين أن حزب الشعب الديمقراطي المسيحي (CVP / PDC) وحزب الشعب السويسري (SVP / UDC) يعارضون حقوق المثليين بشكل عام. ويدعم الحزب الليبرالي الراديكالي السويسري (FDP / PLR) في الغالب زواج المثليين، على الرغم من موقفهم من تبني المثليين للأطفال غير واضح.

## الرأي العام
وجد استطلاع للرأي أجري عام 2016 من قبل منظمة «بينك كروس» (بالإنجليزية: Pink Cross)‏ لحقوق المثليين أن 69% من السويسريين أعربوا عن تأييدهم لزواج المثليين، في حين عارض 25% منهم ولم يقرر 6% منهم. ووجد الاستطلاع، بعد تقسيمه حسب التوجه السياسي، تأييدًا لزواج المثليين بنسبة 94% بين ناخبي حزب الخضر، و 63% بين ناخبي حزب الشعب الديمقراطي المسيحي، و 59% من ناخبي حزب الشعب السويسري. وفقًا لنفس الاستطلاع، فإن 50% من الشعب السويسري أيدوا التبني المشترك للأزواج المثلية، بينما عارضه 39% منهم ولم يقرر 11% منهم.
وجد استطلاع «تاميديا» في ديسمبر 2017 أن 72% من السويسريين يؤيدون زواج المثليين، بينما عارضه 25%. اعرب 88% من ناخبي حزب الخضر السوسيري والحزب الاشتراكي الديمقراطي السويسري وحزب الخضر الليبراليي السويسري و 76% من ناخبي الحزب الليبرالي الراديكالي السويسري و 66% من حزب الشعب الديمقراطيي المسيحي و 56% من ناخبي حزب الشعب السويسري عن دعمهم.
وجد استطلاع أجراه مركز بيو للأبحاث في عام 2017 دعمًا لزواج المثليين بين سكان سويسرا بنسبة 75٪% في حين عارضه 24% منهم وكان 1% منهم مترددين. 

## حراك حقوق المثليين في سويسرا
منذ منتصف تسعينات القرن الماضي، تم عقد ذكرى سنوية وهي اليوم الوطني للخروج من الخزانة مع فعاليات دعائية مختلفة من أجل تشجيع الناس من مجتمع المثليين على تطوير علاقة إيجابية مع هويتهم، خاصة بين الشباب من المثليين.
يشارك كلود جانياك، عضو مجلس الدولة ورئيس المجلس الوطني السابق، في العمل المتعلق بمكافحة الإيدز، وجمعية شبكة المتحولين جنسيا في سويسرا، جمعية «بينك كروس».
كورين ماوخ، عمدة مدينة زيورخ، أكبر مدن سويسرا، هي مثلية الجنس بشكل علني.
نشرت بلانيت روميو وهي شبكة تواصل اجتماعية خاصة بالمثليين في شهر مايو 2015 أول مؤشرات السعادة للمثليين الخاصة بها، حيث تم سؤال رجال مثليين من أكثر من 120 بلداً حول شعورهم إزاء نظرة المجتمع من حولهم للمثلية الجنسية وكيف يواجهون الطريقة التي يعاملهم بها الأشخاص الآخرين ومدى رضاهم بحياتهم. وأظهرت النتائج احتلال النرويج المرتبة التاسعة عالمياً مع نتيجة بلغت 70 على مؤشر السعادة.
في عام 2017، خفضت جمعية «قوس قزح أوروبا» المعنية بحقوق المثليين مرتبة سويسرا ثلاثة درجات بعد عدم استجابة الحكومة لعديد الطلبات، بما في ذلك التحديثات على قوانين مكافحة التمييز لتشمل صراحة الهوية الجندرية والتوجه الجنسي.
في عام 2018، أثار أسقف خور الجدل بعد أن ادعى أن حالات الإساءة الجنسية للأطفال واستغلال الأطفال في الكنيسة الكاثوليكية الرومانية كانت مبرراة لأن «90٪ من الضحايا كانوا من التوجهات الجنسية المثلية».

## ملخص
| قانونية النشاط الجنسي المثلي                                                             | (منذ عام 1942)                                                   |
| المساواة في السن القانوني للنشاط الجنسي                                                  | (منذ عام 1992)                                                   |
| قوانين مكافحة التمييز في التوظيف                                                         | (منذ عام 1999)                                                   |
| قوانين مكافحة التمييز في توفير السلع والخدمات                                            | (منذ عام 1999)                                                   |
| قوانين مكافحة التمييز في جميع المجالات الأخرى (تتضمن التمييز غير المباشر، خطاب الكراهية) | (في الانتظار)                                                    |
| قوانين مكافحة أشكال التمييز المعنية بالهوية الجندرية                                     | (في الانتظار)                                                    |
| زواج المثليين                                                                            | (في الانتظار)                                                    |
| الاعتراف القانوني بالعلاقات المثلية                                                      | (منذ عام 2007)                                                   |
| تبني أحد الشريكين للطفل البيولوجي للشريك الآخر                                           | (منذ عام 2018)                                                   |
| التبني المشترك للأزواج المثليين                                                          | (في الانتظار)                                                    |
| يسمح للمثليين والمثليات الخدمة علناً في القوات المسلحة                                    | (منذ عام 1992)                                                   |
| الحق بتغيير الجنس القانوني                                                               | (منذ عام 1993)                                                   |
| الاعتراف بالجنس الثالث                                                                   | (في الانتظار)                                                    |
| علاج التحويل محظور على القاصرين                                                          | (منذ عام 2016, بحكم الأمر الواقع)                                |
| الحصول على أطفال أنابيب للمثليات والأمومة التلقائية للطفل بعد الولادة                    | (في الانتظار)                                                    |
| تأجير الأرحام التجاري للأزواج المثليين من الذكور                                         | (محظور على جميع الأزواج بغض النظر عن التوجه الجنسي)              |
| السماح للرجال الذين مارسوا الجنس الشرجي بالتبرع بالدم                                    | / (منذ عام 2017: فترة تأجيلية بعد سنة واحدة من عدم ممارسة الجنس) |